# Maud Doria Haviland
Maud Doria Haviland (Tamworth, Staffordshire, Engleska, 10. veljače 1889. – 3. travnja 1941.) bila je engleska ornitologinja. Rođena je u Tamworthu u Staffordshireu, a udala se za Harolda Hulmea Brindleyja, kolegu sa St John's Collegea u Cambridgeu, a umrla je u Cambridgeu. Njezin pradjed John Haviland bio je profesor anatomije i prvi Regiusov profesor fizike na Sveučilištu Cambridge koji je redovito držao tečajeve iz patologije i medicine.
Haviland je autorica knjige Ljeto na Jeniseju gdje iznosi iskustva ekspedicije na putovanju niz rijeku Jenisej u Sibiru do Karskog mora 1914. godine. Knjiga je nadahnuta putom koji su prešli Henry Seebohm (1832. – 1895.) 1877. godine, kako je opisano u njegovom Sibiru u Aziji, i HL Popham (1864. – 1943.) u Bilješkama o pticama primijećenim na rijeci Jenisej u Sibiru, godine 1895.
Tijekom ovog putovanja, na kojem su je pratile poljska antropologinja Maria Antonina Czaplicka (1886. – 1921.), slikarica Dora Curtis i Henry Usher Hall muzeja Sveučilišta Philadelphia (1876. – 1944.), pisala je svoje dojmove o prirodi i pticama.
Potpunije postojeće bibliografske reference objavio je TS Palmer (blagajnik Američkog saveza ornitologa) 1943. Bila je aktivni član ove udruge od 1920.

## Vanjske poveznice
- (eng.) Photo Album of Maria Czaplicka